# Російське збройне вторгнення в Крим (2014)
Захоплення Криму Російською Федерацією — військова операція вторгнення, здійснена російськими військами без знаків розрізнення на території Криму з 20 лютого 2014 року для анексії Кримського півострова від України та окупації його Росією. Захоплення півострова стала першою частиною збройного конфлікту між Росією та Україною і завершилася анексією Криму Росією. Після окупації Криму Росія розпочала війну на сході України.

## Початок і передумови

### Початок
Інтервенція розпочата 20 лютого 2014 року, на завершальному етапі революції Гідності в Україні, із вторгненням збройних сил Російської Федерації на територію Автономної Республіки Крим як збройний етап реалізації плану[джерело?] керівництва Російської Федерації по встановленню окупаційного контролю над Україною. Всупереч положенням міжнародного права, угод про партнерство та співпрацю між Росією та Україною, інтервенція була підтримана 1 березня рішенням Ради Федерації російського парламенту у відповідь на запит президента Росії Володимира Путіна.
В ході здійснення інтервенції в Криму був встановлений маріонетковий режим на чолі з самопроголошеним «головою Ради міністрів АР Крим» Сергієм Аксьоновим, який «звернувся» до президента Росії Путіна із запитом посприяти у «забезпеченні миру і спокою» на території Криму. 1 березня російський президент відправив до Ради Федерації пропозицію про введення російських військ у Крим. Обидві палати Федеральних Зборів 1 березня 2014 р. о 17:20 проголосували за введення російських військ на територію України, і в Крим зокрема. Легітимність рішення піддається сумніву.
У відповідь на рішення про військове втручання представники різних громадських організацій, у тому числі етнічні росіяни і російськомовні громадяни України звернулися до президента Росії Володимира Путіна з проханням не втручатися у внутрішні справи України:
|  | ... ми просимо вас не порушувати на державному рівні Російської Федерації внутрішнє питання нашої країни, яке не є для нас гострим. Тим більше вводити війська для врегулювання конфлікту... якого ми не бачимо |

Протягом останніх двох місяців всі інформаційні канали повідомляли про підготовку до агресії, яка має відбутися після завершення Олімпійських ігор[джерело?]. За кілька днів до вторгнення в Україну Президент Росії оголосив позачергові загальновійськові навчання біля східних кордонів України, в яких були залучені наземні, морські та повітряні військові частини.

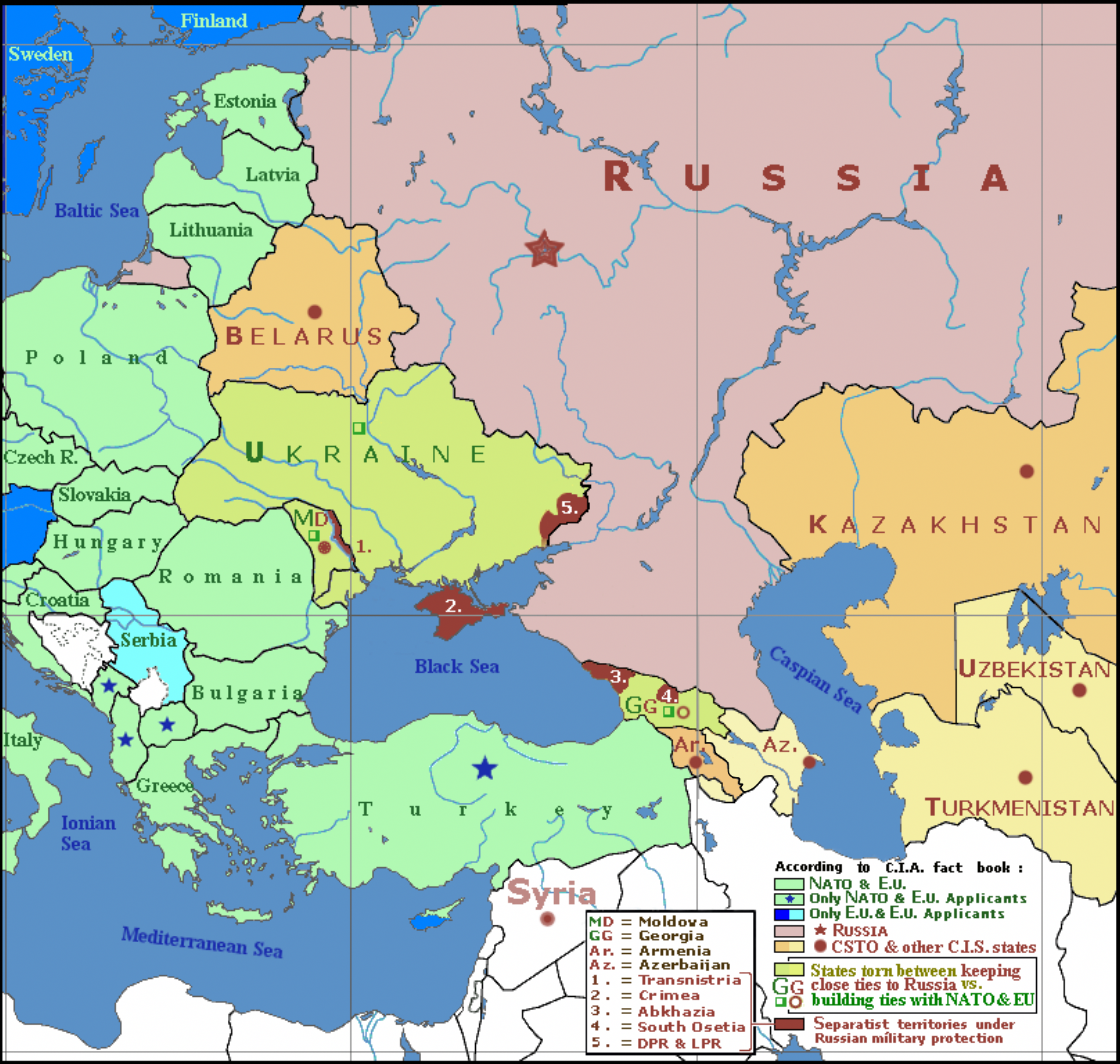
Геополітика Росії на південь від її кордонів (за звітом ЦРУ)

### Провокування збройних зіткнень
3 березня в ЗМІ з'явилось повідомлення, що українські військовики перехопили розмову Путіна з командуванням військових операцій у Криму. Згідно з цим повідомленням, Президент Росії допитувався у військового командувача, чому українські військові не відкривають вогню. Далі він перепитував, чи провокують їх росіяни, а після ствердної відповіді запитав, що вони говорять у відповідь. За словами його співрозмовника — «вони нас просто посилають».
4 березня Володимир Путін заявив журналістам, що російські військовослужбовці у Криму будуть прикриватись від української армії, ховаючись за живим щитом з українських жінок та дітей і він хоче подивитись на тих, хто віддасть наказ стріляти по своїм громадянам.

## Провокації
1 березня 2014 року, як зазначив в своєму сюжеті журналіст російського телеканалу «Вести»:

| О 15:20 біля будівлі Кабміну АРК в Сімферополі пролунали автоматні черги …. Біля Будинку Профспілок в 50 метрах від Кабміну залягли невідомі люди в чорній формі, з чорними масками на обличчях і білими пов'язками на руках. ...постраждали і журналісти, але серйозно ніхто не поранений, проте це зайвий раз свідчить про те, що в Криму знаходяться провокатори, які бажають дестабілізувати обстановку. |
В телеефірі показали тіла російських військових, які нерухомо лежали на дорозі, а потім заявили про нібито загиблих внаслідок стрілянини біля Ради міністрів Криму військовослужбовців РФ. Після цієї заяви Володимир Путін звернувся до Ради Федерації щодо дозволу на введення російських військ в Україну. «Провокатори», котрі стріляли, згодом застрибували у жовті автобуси марки «Богдан», на одному з котрих видно напис рос. «Львов. Тайган». Але ніякого відношення до Львова та «бандерівців» автобуси й провокатори не мають. Машини з кримськими номерами і належать підприємству «Парк львов „Тайган“», що розташоване у Білогірську під Сімферополем, а так звані «бойовики» були «озброєні новітньою російською зброєю — автоматами АК 100-ї серії (рос. Автоматы Калашникова «сотой серии») та гранатометом РГ-94, які наявні на озброєнні лише в армії Росії.» Журналіст російського телеканалу «Дождь» також зауважив після огляду відстріляних гільз, що використані патрони були холості. Крім того, «під нерухомими „жертвами“ стрілянини у камуфляжі зовсім немає крові».
3 березня 2014 р. Екс-командувач ВМС військовий злочинець і колаборант Денис Березовський у супроводі «козаків» з російськими триколорами
увірвався у штаб військово-морських сил України у Севастополі і намагався вмовити керівний склад перейти на сторону окупанта Росії, обіцяючи зарплату на рівні ЧФРФ. Тоді контр-адмірал Сергій Гайдук виступив перед офіцерами командування військово-морських сил, й після його виступу офіцери виконали державний гімн України та присяглися служити народу України. Самого ж Березовського разом з «козаками» виштовхали за межі штабу командування.
9 березня 2014 року сайт газети «Експрес» повідомив про відео, на котрому військовослужбовець, що називає себе сержантом української армії, повідомляє про неправдивість інформації про блокування військової частини ЗСУ в селищі Новоозерному і відключення їм водопостачання. При цьому він ховає своє обличчя від камери та тримає в руках автомат Калашникова 100-ї серії, котрий стоїть на озброєнні тільки російської армії.

#### Повідомлення про можливі провокації
2 березня в ЗМІ була викладена інформація про підготовку масової кривавої провокації з боку сепаратистської «влади» АРК. З допомогою ЗМІ розповсюджувалася інформація про «переміщення озброєних татарських загонів в напрямку Сімферополя та Севастополя», а в кримських лікарнях було оголошено про термінову підготовку до прийому великої кількості вбитих і поранених.
3 березня прес-служба МВС України повідомила про те, що МВС має інформацію про підготовку на території Криму збройних провокацій:
«У правоохоронному відомстві є дані про те, що на території АР Крим невідомі під виглядом української сторони в ніч з 3 на 4 березня планують вбивство 3-4 російських солдатів»
За словами заступника глави МВС Микола Величковича, все це буде зроблено для легалізації введення російських військ на територію України.
В той же день кореспонденти з місця подій повідомили, що в Севастополі група «козаків», провокаторів і російських військових з повним озброєнням готують штурм штабу ВМС України в Севастополі. Штурм пов'язували з ультиматумом командування ЧФ РФ до українських військових в Криму — здатися до 5 ранку 4 березня (офіційно керівники ЧФ заперечували свою причетність до ультиматуму).
Пізніше ЗМІ повідомили, що штурм почався, «штаб атакують російські тітушки, озброєні битами. За ними стоять ряди російських військових з автоматами». В іншому місці, в селі Затишне під Євпаторією, за таким же сценарієм штурмують військову частину. При цьому, як повідомив місцевий житель, група людей у цивільному одязі намагалися спровокувати сутичку, закидаючи камінням російських військових.

## Перебіг подій

### 27 лютого
В ніч на 27 лютого 2014 група російських спецпризначенців захопила будівлю Верховної ради і Ради міністрів Криму. Спецпризначенці були без розпізнавальних знаків, Росія не визнавала участі своїх військ.
Близько 23:00 27 лютого 2014 російські війська блокували аеропорт «Бельбек». Пізніше було захоплено злітну смугу аеропорту. Загальна кількість солдат оцінюється в приблизно 300 осіб.

### 28 лютого
Близько 1:30 28 лютого 2014 року до сімферопольського аеропорту вантажівками прибули 119 російських солдат, що зайняли приміщення ресторану летовища. Вони захопили будівлю ТРК «Крим». За повідомленням журналістів телерадіокомпанії, озброєні особи у військовій формі без знаків розрізнення представилися російськими військовими.

### 1 березня
Вранці 1 березня 2014 року поромна переправа Крим — Кавказ із української сторони була захоплена російськими військами.
1 березня 2014 група з близько 30 осіб російських солдат проникли на територію запасного командного пункту 55-го зенітно-ракетного полку в Євпаторії та відібрали зброю в кількох десятків українських військовослужбовців, поклали їх на підлогу та відібрали у них засоби зв'язку.
1 березня ТСН повідомило, що Росія почала військове втручання до Криму силами 810-ї бригади морської піхоти, що базується у Севастополі та силами 7-ї гвардійської десантно-штурмової дивізії з Новоросійську, окремі підрозділи якої були транспортовані військово-транспортними літаками Іл-76 та гелікоптерами Мі-8 та Мі-24.
1 березня 2014 року о 13:00 озброєний загін в кількості близько 300 російських спецназівців на 10 машинах намагався взяти під свій контроль українську прикордонну заставу в Балаклаві. Мешканці Балаклави стали живим щитом між українською прикордонною заставою та російськими військовими, вимагаючи не допустити кровопролиття.
Ввечері 1 березня українські прикордонники повернули контроль над севастопольським загоном морської охорони, який намагалися захопити озброєні особи. Як зазначив голова прикордонного відомства Сергій Астахов, під час переговорів старший групи озброєних осіб заявив, що виконує наказ Міністерства оборони Російської Федерації про захоплення прикордонної військової частини. Спочатку цивільні особи знесли ворота, після чого проникли на територію прикордонного загону. Після них на військовій техніці на територію військової частини проникло 10 озброєних російських спецназівців. Після тривалих переговорів з українськими прикордонниками озброєні особи залишили територію частини.
1 березня о 9.00 30 озброєних осіб, ідентифікованих як військовослужбовці Збройних Сил Російської Федерації, проникли на територію дислокованої в місті Судак 727-ї окремої радіолокаційної роти тактичної групи «Крим» Повітряного командування «Південь» Повітряних Сил Збройних Сил України, «близько 20.30 того ж дня російські військові оголосили вимогу командуванню військової частини щодо здачі зброї та боєприпасів, погрожуючи у випадку відмови застосувати зброю. О 21.20 зброю завантажили на автомобіль і вивезли з військової частини.»

### 2 березня
Поблизу смт Перевального було заблоковано 36-ту бригаду берегових військ ВМС України. Бригаду оточили близько 100 солдат, близько 20 вантажних автомобілів марки КАМАЗ та кількома автомобілями «Тигр».
2 березня 2014 року в с. Перевальне російські військовослужбовці без розпізнавальних знаків у кількості понад 50 осіб заблокували українську військову частину 36-ї бригади берегової оборони. Вони розмістились по периметру території частини та заблокували КПП, вимагаючи від українців скласти зброю.
Гірсько-піхотний батальйон 36-ї бригади під командуванням підполковника Юрія Головашенка отримав наказ зарядити бойову техніку свого підрозділу, і разом з приданим танковим батальйоном бригади охороняти парк бойових машин. Комбат почав розставляти техніку і снайперські розрахунки по периметру. Згодом зателефонував командир 36-ї бригади Сергій Стороженко і наказав припинити підготовку до бойових дій. Новопризначений командувач ВМС України Березовський наказав скласти зброю і припинити опір. Але Головашенко вирішив не складати зброю, його підтримали офіцери батальйону. Під час зібрання офіцерів у клубі бригади Стороженко намагався переконати їх не чинити опір і перейти на бік окупантів, або звільнитися з лав ЗСУ. Офіцери гірсько-піхотного батальйону сказали йому, що він зрадник. Почалася словесна перепалка між Головашенко і Стороженко. Активну роль у вербуванні військовослужбовців відігравав «замполіт» бригади Валерій Бойко, який навчався в одному військовому училищі з очільником проросійського державного перевороту в Криму Аксьоновим.
Спроби роззброїти гірсько-піхотний батальйон не мали успіху. Головашенко зв'язався телефоном з міністром оборони України Тенюхом, щоб взяти ситуацію під свій контроль. Але Тенюх вислухав доповідь про антиукраїнське становище в бригаді та надав лише усний наказ триматися. Гірсько-піхотний батальйон організував оборону військової частини, забарикадував казарми, — бійці спали на ящиках з патронами, не випускаючи автомати з рук. Батальйон до останнього чинив опір російським окупантам, тримав оборону військової частини попри зраду командира бригади Сергія Стороженка, до моменту прийняття загального рішення про виведення всіх українських підрозділів з Криму.

### 4 березня
Голова медіа-центру Міноборони в Криму Владислав Селезньов повідомив, що 4 березня 2014 р. російські війська зруйнували об'єкти в зенітно-ракетному полку на Фіоленті в Севастополі.
З вечора 4 березня у Євпаторії, кілька сотень військовиків, які вже не приховували, що вони солдати збройних сил Російської Федерації, оточили КПП зенітно-ракетної частини і пішли на штурм. Українські солдати живим щитом стримують натиск штурмовиків. Російським військовим допомагають колишні службовці кримського «Беркута». У цій же частині було заблоковано знімальну групу телеканалу «Аль-Джазіра», яка знімала напад російських солдатів.

### 5 березня
За повідомленням Євромайдан SOS, до української зенітно-ракетної частини А4519 в Євпаторії близько 2:30 5 березня прибуло ще 40 російських солдатів у повному обмундируванні та зі зброєю.
5 березня Росія розпочала репресії проти сімей українських військовиків, що проживають у Севастополі. Будинки, де вони проживають, відключені від електромережі.
На мисі Фіолент у Севастополі «зелені чоловічки» захопили зенітно-ракетний полк та заблокували військову частину, знищивши обладнання бази та взявши під контроль стартові позиції ракет.
5 березня 2014 року російські війська зруйнували об'єкти в зенітно-ракетному полку на Фіоленті в Севастополі. Командир тактичної групи «Крим», генерал-майор Олег Струцінський повідомив, що російські військовослужбовці вимагали від українських зенітників розгорнути зенітно-ракетний комплекс «Бук» і спільно заступити на бойове чергування. Таке втручання військових Російської Федерації є намаганням створити небезпеку несанкційованого застосування зброї проти літальних апаратів у повітряному просторі України.
5 березня 2014 року до військової частини А0883 (Керч 9-й кілометр), яка охороняє повітряний простір України, під'їхали дві вантажівки з російськими номерами (90-й регіон), наповнені російськими військовими, озброєних автоматами. Російські військові ультимативно зажадали від українських бійців здати зброю. Українські захисники відмовились здаватися і передали інформацію про ультиматум керівництву в Севастополь. До частини під'їхали дружини і мами бійців, які просять росіян відступити, і заявляють, що готові захищати своїх рідних, які служать в частині.
5 березня 2014 р. Генеральний штаб Збройних сил України повідомив, що за їхньою інформацією в місті Джанкой знаходиться 1-й механізований батальйон «Схід» 18-ї окремої механізованої бригади, яка дислокується в Калинівці Чеченської Республіки. В Криму також перебувають військовослужбовці 31-ї окремої десантно-штурмової бригади ВДВ, яка дислокується в російському Ульяновську, і 22-ї бригади спецпризначення з Краснодарського краю.
Російські військові відрізали 5 березня від постачання з боку суші корвет «Тернопіль». Два підступи до причалу повністю перекриті людьми у військовій формі озброєними снайперськими гвинтівками, кулеметами та автоматичною зброєю. Командир корвету Тернопіль Максим Ємельяненко зазначив, що наочно видно підготовку захоплення корабля, але його екіпаж готовий битися.

### 7 березня
7 березня російські військовослужбовці армійським «КамАЗом» пробили ворота розташованої в Севастополі в Юхариній балці військової частини А-2355, захопили найближчу будівлю, а потім проривалися до командного пункту тактичної групи «Крим» Повітряних Сил України. Пізніше вони відійшли, звільнивши місце «козакам» та місцевим радикалам з битами, які кидали світлошумові гранати. На території цієї частини розташовані близько сотні українських військових, «станом на 23.45 зв'язку з військовою частиною, а також з журналістами, які прибули під частину, немає. За попередніми даними, військовослужбовці перебувають у бункері, і зв'язку з ними поки немає. Разом з тим, по міському телефону ніхто не відповідає». Під час штурму побито журналістів, котрі знімали події. Серед них, зокрема, працівник 5 каналу та кореспондент російського інтернет-видання «Русская планета» Павло Нікулін. З повідомлення очевидця подій в соціальній мережі Фейсбук:

| Був присутній на штурмі частини 2355 … російські військові протаранили ворота частини, пробралися всередину 40-50 солдатів російської армії. Заблокували командира частини, потім їм дали команду відійти … їх відхід забезпечувала типу «самооборона», по факту ж там були бійці «Беркута» … які займалися зачисткою журналістів. Такого моторошного свавілля над журналістами, я ще не бачив … їх просто місили … били, добивали на землі, прямо помста журналістам від «Беркута». Сильно побили журналіста-стримера 5 каналу і російського журналіста, ось вона, демократія по-російськи, в дії на території України. Потім почалося мародерство, обкрадали всіх підряд, відбираючи телефони, планшети, у когось стрельнули гаманець. Оригінальний текст (рос.) Присутствовал на штурме части 2355… российские военные протаранили ворота части, пробрались внутрь 40-50 солдат российской армии. Заблокировали командира части, потом им дали команду уходить… их отход обеспечивала типа «самооборона», по факту же там были бойцы беркута… которые занимались зачисткой журналистов. Такого жуткого произвола над журналистами, я ещё видел… их просто месили… избивали, добивали на земле, прямо месть журналистам от беркута. Сильно побили журналиста-стримера 5 канала и российского журналиста, вот она, демократия по-российски, в действии на территории Украины. Потом началось мародёрство, обворовывали всех подряд отбирая телефоны, планшеты, у кого то стрельнули кошелёк. |
| — Павло Нікулін, кореспондент російського інтернет-видання «Русская планета», 7 березня 2014. |

Після штурму частини 2355 група так званих «ополченців», ймовірно, колишніх працівників севастопольського «Беркуту», влаштувала збройне полювання на журналістів телеканалу «Інтер», внаслідок чого важкі травми отримали репортер Андрій Цаплієнко, оператори Володимир Дєдов та Павло Лисенко. Також було травмовано журналіста грецької газети «І Катимеріні» Костаса Онісенка, який був разом з українськими колегами.

### 8 березня
8 березня 2014 року с. Чонгар Херсонської області опинилося між двох вогнів — з боку Криму в землю врилась російські війська, а з боку Генічеська окопалися українські війська. Гармати дев'яти російських БТРів направлені безпосередньо в центр села. Наразі поля біля цього села заміновані. Людей обурює факт перебування російських військових на території Херсонської області. На знак протесту весь Чонгар прикрашений українськими прапорами.

### 9 березня

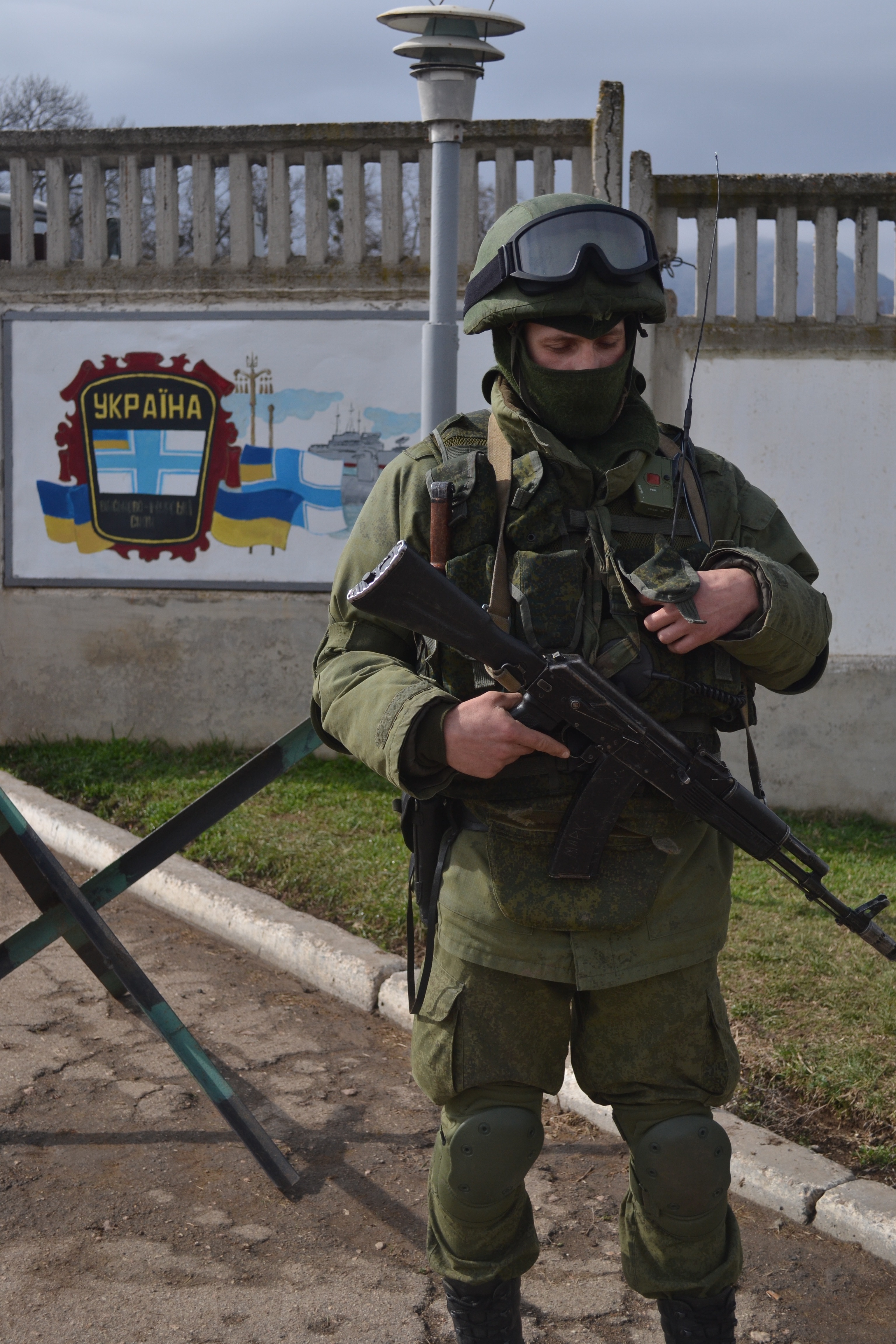
Військовий без знаків розрізнення біля української військової частини в Перевальному, 9 березня

9 березня 2014 року заступник командира української частини А1387 по роботі з особовим складом Михайло Третяк повідомив, що КПП аеропорту у Джанкої і деякі об'єкти частини, котра охороняє аеродром, захопили військовослужбовці без опізнавальних знаків. Їх близько 15 чоловік та один «КамАз».
15 березня 2014 року через залізничну станцію у Керчі до с. Гвардійське пройшов переправлений з Росії через Керченську поромну переправу ешелон з 25 вагонів, на якому було розміщено зенітно-ракетний дивізіон С-300 у складі 4-х батарей, а також інженерна техніка  — 4 танкові тягачі, пересувні дизель-генератори, автоцистерни та 4 автомобілі УАЗ.
15 березня 2014 біля селища Стрілкове (Арабатська стрілка, Генічеський район, Херсонська область) о 13:30 з гелікоптерів Мі-8 висадився десант з 40 піхотинців російських військ. Цю інформацію підтвердили правоохоронні органи Генічеського району. Згодом стало відомо, що група російських військовослужбовців мала чисельність близько 70 чоловік. Вони висадилась в тилу в українських прикордонників при підтримці 4х вертольотів і 3х бойових броньованих машини та зайняли позиції поблизу газорозподільчої станції. За повідомленнями місцевих жителів 15 березня 2014 р. на території газового промислу «Чорноморнафтогазу» було помічено близько 50 осіб у цивільному, які з'явилися перед висадкою російських військових. Наразі близько 300 солдатів Російської Федерації оселилися в колишньому пансіонаті МВС поряд з с. Стрілкове. На території пансіонату, крім солдатів, також присутня військова техніка.
На 16 березня 2014 р. російські окупанти виставили блокпост біля села Стрілкове. Блокпост посилений 4 бронетранспортерами і близько 40 військовими.
16 березня 2014 року у Феодосії російські окупанти виставляють протитанкові міни по периметру розташування 1-го окремого батальйону морської піхоти ВМС України.

### Штурм фотограмметричного центру
18 березня під час штурму російськими окупантами фотограметричного центру Управління центрального військово-топографічного та навігаційного ГУ ВСУ в Сімферополі прямим влученням в область серця був убитий український військовослужбовець прапорщик Кокурін Сергій Вікторович, капітана В. А. Федуна поранено в шию та руку, а ще один військовослужбовець отримав важкі травми ніг та голови «від ударів кийками, арматурою та іншими предметами». Згідно повідомленнь прес-служби Міністерства оборони України:

| Нападники були одягнені у військову форму військовослужбовців Збройних Сил Російської Федерації без знаків розрізнення та озброєні автоматичною зброєю і снайперською гвинтівкою. «…» Згідно із рішенням виконувача обов'язки Верховного Головнокомандувача ЗС України (Олександра Турчинова) та виконувача обов'язки Міністра оборони України (Ігоря Тенюха), на підставі наказу начальника Генерального штабу — Головнокомандувача ЗС України (Михайла Куцина), військовим частинам ЗС України, дислокованим АР Крим, дозволено застосування зброї[104][105][106]. |

## Блокада українського флоту
1 березня 2014 року кораблі Державної прикордонної служби вийшли у море у стані повної бойової готовності. За оперативною інформацією прикордонників, з Севастопольської бухти до групи кораблів та катерів Морської охорони, які по бойовій тривозі вийшли в територіальні води України, слідують три ракетних катери Чорноморського флоту Росії та ракетний крейсер «Москва».

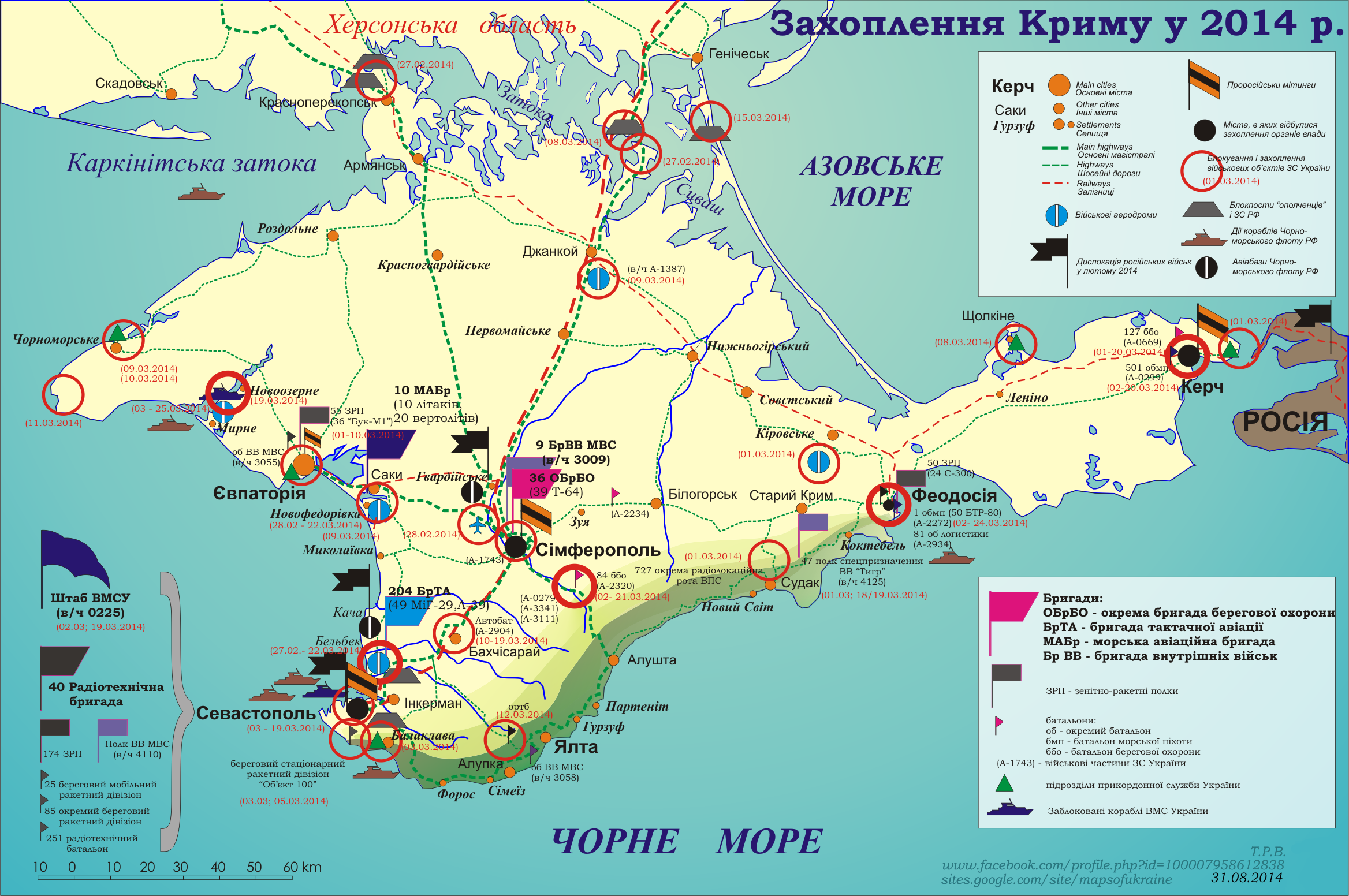
Блокування і захоплення військових частин ЗСУ у АР Крим та Севастополі у березні 2014

21 березня 2014 р. тральщик «Черкаси», будучи заблокованим у Донузлаві російськими окупантами, що затопили кілька старих кораблів на виході з бухти, зробив спробу відтягнути затоплений корабель, щоб вийти у відкрите море. За словами командир корабля «Черкаси» Юрія Федаша після закінчення часу ультиматуму його корабель під слова пісні «Врагу не сдается наш гордый варяг» пішов на вихід з озера Донузлав. Він повідомив, що
|  | Оскільки не вистачило потужності, почали рватися кінці, але десь протягом години ми відтягували корабель. Ми попросили допомоги в морського тральщика «Чернігів», щоб можна було відтягнути вдвох, на що ми одержали відмову... За цей час вертольоти підлітали, снайпери були навколо. Обстановка нарощувалася щохвилини, ми не звертали на це увагу, нас це не лякало. |

На 21 березня Тральщик «Черкаси» з екіпажем хоч не в повному складі, але продовжує тримати оборону. На жаль командир тральщика не спробував надути повітря у відсіки затопленого корабля, щоб полегшити його буксирування з місця затоплення.
23 березня морський тральщик «Черкаси» знову зробив спробу прорвати блокаду на озері Донузлав. Корабель спробував пройти поміж двох затоплених російських кораблів і йому це майже вдалося. Однак до них підійшов російський катер, вдарив у бік і посадив носову частину тральщика «Черкаси» на мілину. За словами командира «Черкас», капітана третього рангу Юрій Федаш, кістяк команди складає 50 моряків і екіпаж тральщика має намір й надалі робити спроби прорватися крізь блокаду.

## Реакція України

### Реакція МЗС України
Міністерство Зовнішніх Справ України розповсюдило офіційний документ МЗС, в якому оприлюднило список двосторонніх угод між Росією та Україною, котрі своїми діями Росія в односторонньому порядку порушила, зокрема базових угод по Чорноморському флоту: Угоди про статус та умови перебування ЧФ РФ на території України від 28 травня 1997 року, Угоду про параметри поділу Чорноморського флоту від 28 травня 1998 року, Угоду між урядами країн про використання силами та засобами ЧФ РФ повітряного простору України та повітряного простору над акваторією Чорного моря від 16 липня 1999 року, а також Договір про дружбу, співробітництво і партнерство між Україною і Російською Федерацією від 31 травня 1997 року.

### Реакція РНБО
1 березня 2014 року Рада національної безпеки і оборони України у зв'язку з агресією з боку Росії, ухвалила рішення привести Збройні сили України у повну бойову готовність та розробила «детальний план дій на випадок прямої військової агресії з боку РФ».
17 березня в Україні вперше оголошена мобілізація указом в.о. Президента України О. В. Турчинова.

### Реакція Уряду
Прем'єр-міністр України Арсеній Яценюк повідомив 16 березня, що Уряд України сформує резервний фонд у розмірі 6,8 млрд гривень для оборони країни і підтримки української армії. Того ж дня на засідання Кабінету міністрів України міністр внутрішніх справ Арсен Аваков констатував, що станом на неділю кордон України з Російською Федерацією практично перекритий.

### Реакція ДПСУ
5 березня Державна прикордонна служба України повідомила, що МВС і СБУ почали операцію «Кордон», аби не допустити в'їзду на територію України російських екстремістів.

### Реакція політикуму
Три Президенти України (Леонід Кравчук, Леонід Кучма та Віктор Ющенко) ввечері 1 березня у спільній заяві оголосили, що Росія, скориставшись внутрішньополітничними труднощами в Україні, вирішила розіграти так звану кримську карту в своїх інтересах і закликали українську владу розірвати Харківські угоди про базування Чорноморського Флоту Росії в Криму, підписані Дмитром Мєдвєдєвим та Віктором Януковичем у 2010 році:
|  | […]український народ зіштовхнувся з кризою, яка загрожує єдності, суверенітету і державності нашої країни і яка може обернутися національною катастрофою, що загрожує руйнацією України […]народи України та Росії штучно підштовхуються до братовбивчої війни. […]Відлік часу йде на години. Україна, яка дуже важко виходить з політичної кризи, зараз поставлена на межу ескалації конфлікту, який має усі ознаки військової агресії. […]Ми звертаємося до Верховної Ради України негайно провести засідання. Оголосити мобілізацію та бути готовими до захисту нашої землі. Верховна Рада має денонсувати Харківські угоди. Українська влада має домагатися рішення про негайне підписання Угоди про Асоціацію з Євросоюзом |

Лідер партії УДАР Віталій Кличко звернувся до в.о. президента України Олександра Турчинова з вимогою щодо необхідності терміново направити заяву до ООН про невідкладне скликання Ради Безпеки ООН у зв'язку з агресією Росії проти України.
Він наполягає на терміновому скликанні і проведенні сесії Верховної Ради щоб денонсувати Угоди про перебування Чорноморського флоту Росії в Криму. Віталій Кличко заявив, що:
|  | Український парламент також має звернутися до керівників держав-гарантів безпеки України терміново виконати свої міжнародні зобов'язання згідно Будапештського меморандуму. І зупинити агресію з боку Росії проти суверенної України. Верховна Рада має доручити Верховному головнокомандувачу оголосити повну мобілізацію у зв'язку з початком агресії проти України |

Віталій Кличко також звернувся до української громади Росії з тим, аби вона висловила свій протест проти військової агресії РФ щодо України. У Москві затримали п'ятьох людей, які вийшли з «одиночними пікетами» на знак протесту проти війни Росії проти України.
У розмові з Держсекретарем США Джоном Керрі в.о. президента України Олександр Турчинов повідомив, що Україна розцінює поведінку Росії як пряму агресію по відношенню до суверенітету української держави. Зокрема Олександр Турчинов, що:
|  | Україна є мирною державою, проте готова захищати свою територіальну цілісність та суверенітет, про що готує відповідне рішення Рада національної безпеки та оборони |

Юлія Тимошенко у своїй заяві зазначила, що Росія щойно зробила черговий акт залякування України гучними заявами та рішеннями про війну. На її думку, парламент має ухвалити звернення до Європейського Союзу з пропозицією екстрено зібрати Раду Міністрів ЄС або саміт ЄС у Лівадійському палаці в Криму.
5 березня 2014 р. у Верховній Раді України зареєстрований законопроєкт про скасування позаблокового статусу України, авторами якого є Борис Тарасюк, Олександр Чорноволенко та Валентин Королюк. Законопроєктом пропонується скасувати позаблоковий статус України і визначити вступ у НАТО одним із пріоритетів зовнішньої політики.

### Інше
Кілька сотень людей пікетують посольство Російської Федерації у Києві з вимогою скасувати введення в Україну російських військ. Кількість мітингувальників постійно зростає. На паркан біля посольства почепили плакати із написами «Путін, руки геть від України» та «Stop war».
Генерал-лейтенант СБУ Олександр Скибінецький вважає, що
Україна має використати всі можливості, щоб вирішити конфлікт з Росією у дипломатичний спосіб, при цьому потрібно привести армію у повну бойову готовність. Він зокрема зазначив:
|  | Треба привести у бойову готовність наші війська та організовувати людей для можливої оборони вже на території України. Я впевнений, що у планах, які заздалегідь були розроблені російською військовою машиною, є не тільки Крим, але і вся територія України |

Міністр закордонних справ Андрій Дещиця на брифінгу в суботу ввечері в Києві повідомив, що Міністерство закордонних справ України закликало до Євросоюзу, США і НАТО розглянути всі можливі механізми щодо захисту територіальної цілісності України.
На думку директора Інституту зовнішньої політики при Дипломатичній академії МЗС України Григорій Перепелиця
|  | Україна має відкликати посла, розірвати дипломатичні відносини, вийти з Угоди про статут і умови перебування (російського Чорноморського флоту у Криму), припинити своє головування в СНД, і, можливо, вийти з СНД. Тобто, зараз мають бути вжиті дуже рішучі дипломатичні кроки. Також зараз Україна має звернутися до ООН як держава, яка зазнала воєнної агресії з боку Росії, і попросити допомоги з боку ООН. Потрібно оперативно, упродовж завтрашнього дня чи сьогоднішньої ночі, провести комплекс заходів, щоб максимально обмежити масштаби агресії. |

У суботу ввечері 1 березня тисячі дніпропетровців вийшли на «антипутінський» марш, протестуючи проти дій військових Росії на території України. Вони скандували «Схід і Захід разом», «Путіна геть», «Путін — Гітлер», «Путіну капут», «Україна — не Росія». У відповідь їм сигналили десятки автомобілів, що їхали поруч.
1 березня 2014 року штаб «Правого сектора» оголосив про термінову мобілізацію та озброєння власних підрозділів та наказав підрозділам координувати свої дії зі збройними силами, МВС та СБУ.
Предстоятелі та представники практично всіх найбільших i найвпливовіших релігійних організацій в Україні (УПЦ КП, УГКЦ, Церкви християн віри євангельської України, Всеукраїнського Союзу об'єднань євангельських християн-баптистів, Української Уніонної Конференції церкви адвентистів сьомого дня, Української лютеранської церкви, Української християнської євангельської церкви, Об'єднання юдейських релігійних організацій України) оприлюднили спільне звернення щодо ситуації в Україні, в якому закликали владу Росії схаменутися і зупинити агресію проти України, негайно вивести свої війська з української землі і поклали подальшу відповідальність за ескалацію насильства в Україні через можливий збройний конфлікт на українській території безпосередньо на керівництво Росії Представник УПЦ МП також звернувся до Московського патріарха і всієї Русі Кирила з проханням не допустити кровопролиття на території України.
У грудні 2017 року адмірал ВМСУ Ігор Воронченко, під час слухань в Оболонському районному суді по справі про державну зраду Януковича, заявив, що 27 лютого 2014 року він запропонував план дій щодо звільнення захопленої російськими військами спецпризначення будівлі Кримського парламенту. Ігор Воронченко повідомив, що у нього були два готові танки, якими можна було б розстріляти будинок парламенту, і готовий загін спецпризначення СБУ «Альфа».
За свідченнями заступника начальника штабу ВМС Анатолія Бургомістренка, Росія почала перекидати до Криму війська ще 2 лютого 2014 року.

## Міжнародна реакція

### Організація Північноатлантичного договору（HATO）
16 березня 2014 року представник НАТО повідомив, що Рада НАТО в понеділок вирішила провести розвідувальні польоти AWACS над Польщею і Румунією в рамках зусиль НАТО у спостереженнях за кризою в Україні. Всі розвідувальні польоти проводитимуться тільки над територією Альянсу.

## Розслідування
У вересні 2015 року головний військовий прокурор України Анатолій Матіос заявив, що «в України є дані про доповідь начальника Генерального штабу РФ Валерія Герасимова вищому керівництву Росії з приводу військової операції в Криму, його окупації і подальших військових дій».
У жовтні та листопаді 2016 року, військовий прокурор Руслан Кравченко назвав війська Російської Федерації, які брали участь в захопленні Криму.

### Документи
- Договір між Україною і Російською Федерацією про українсько-російський державний кордон від 28.01.2003 (ратифіковано 20.04.2004) [Архівовано 26 травня 2014 у Wayback Machine.]
- Стенограма засідання РНБО від 28 лютого 2014 року [Архівовано 22 грудня 2018 у Wayback Machine.] (дзеркало) // РНБО